# 埃·奥·卜劳恩

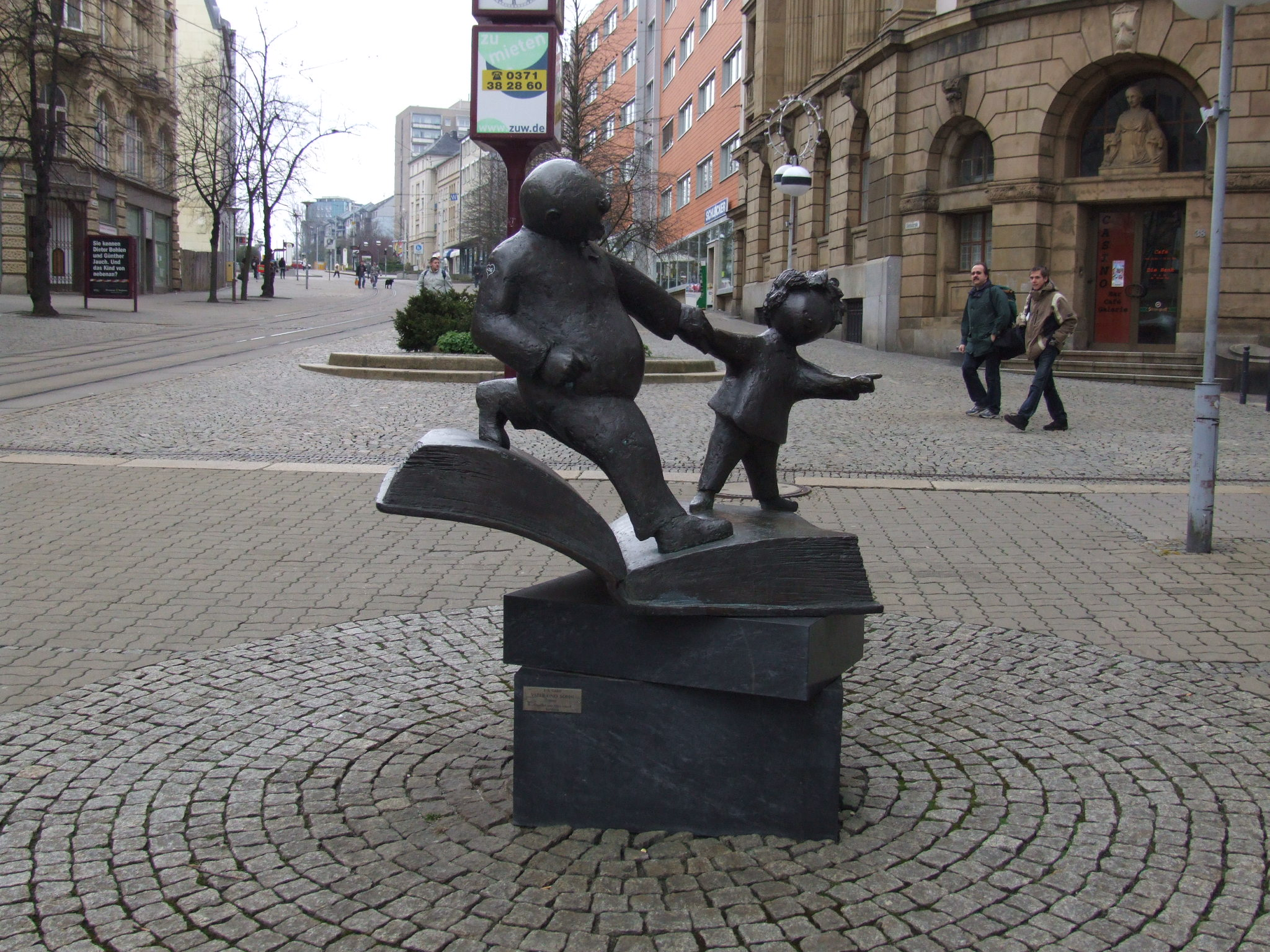
普勞恩市的“父与子”雕像。

埃·奥·卜劳恩（德語：E.O.Plauen，1903年3月18日—1944年4月5日），原名埃里希·奥泽尔（德語：Erich Ohser），是一名德国漫画家，以其作品《父与子》（德語：Vater und Sohn）最为人所知。

## 生平
1903年，奥泽尔出生于（德国）福格兰特（Vogtland）山区阿多夫（Adorf）附近的下盖滕格林（Untergettengrün）村。当他四岁的时候，一家人搬到了普劳恩（这是他笔名的出处）。1928年，他在莱比锡平面艺术与书籍装帧学院（Akademie für Graphische Künste und Buchgewerbe）完成了学业，并开始在萨克森社会民主出版社工作。他在《前进报》（Vorwärts）一类的民主杂志社里工作，然而他针对戈培尔和希特勒的讽刺性描写使纳粹视其为敌人，導致他无法再从事该行业。他改用笔名以继续工作，并从1940年起又开始创作政治主题的漫画。其後他因“反纳粹”的观点受到指控而遭到逮捕。
1944年4月5日（他将被审讯的前一天）奥泽尔在牢中自杀，他毫无疑问已预感灾难将降临在其老朋友和那些与他有关并被逮捕的人的头上，如记者、作者和《福格特兰人民报》（Volkszeitung für das Vogtland）的编辑埃里希·克瑙夫（Erich Knauf，1895年—1944年）就在几个星期后惨遭杀害。

## 《父与子》
《父与子》（德語：Vater und Sohn） 具有无字（wordless）的特色，每一篇由典型的五格至六格构成。在这部漫画里，一个矮胖、秃顶、嘴上顶着条八字须的男人，与其儿子埃里克（Eric）经历并度过日常生活中各式各样的窘境。该连环画的主要特色在于像一场通俗的闹剧（打屁股是常事），同时也强调了两者温情的关系。此漫画从1934年至1937年在《柏林日报》（Berliner Illustrirte Zeitung）上连载完毕，总计157节。

## 纪念

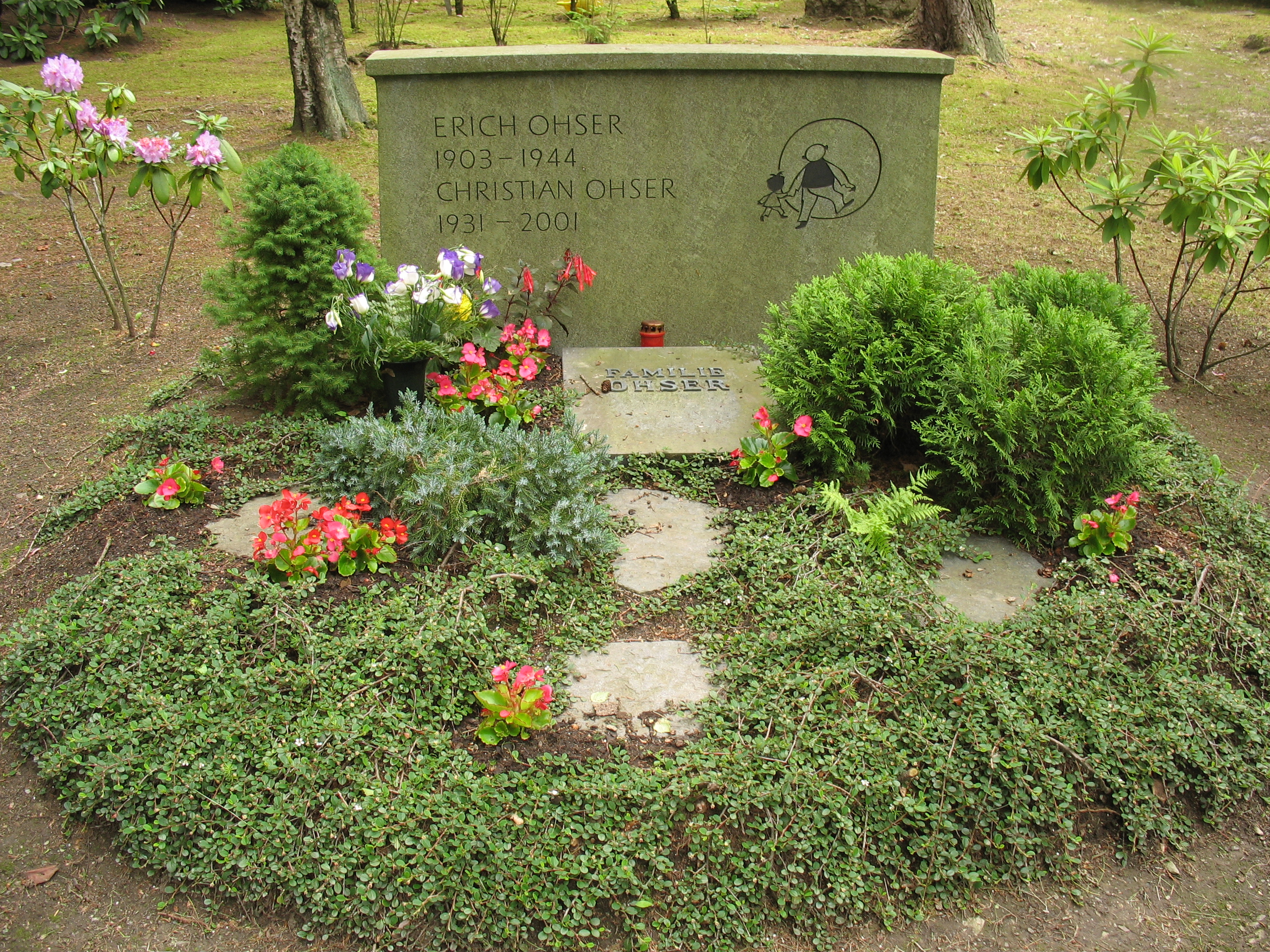
埃里希·奥泽尔在普勞恩的墓地。

1968年，他的骨灰被移葬到其家乡的中央公墓，该公墓于1988年接管了他坟墓的保持工作。2001年，卡尔斯鲁厄市举办了他作品的展览会。